# Marcusenius moorii
Marcusenius moorii és una espècie de peix pertanyent a la família dels mormírids i a l'ordre dels osteoglossiformes.

## Etimologia
Marcusenius fa referència a l'alemany Johann Marcusen (el primer ictiòleg a estudiar els mormírids de forma sistemàtica), mentre que l'epítet moorii al·ludeix a Thomas John Moore (1824-1892), el qual fou un conservador del Free Public Museum of Liverpool i qui va prestar-ne a Albert Günther espècimens recollits per R. B. N. Walker al Gabon.

## Descripció
El seu cos, allargat, fa 21,4 cm de llargària màxima. Absència d'espines a les aletes dorsal i anal. 21-23 radis tous a l'aleta dorsal i 27-29 a l'anal. 44-48 escates a la línia lateral, 8-8 al voltant del peduncle caudal i 14-20 entre l'origen de l'aleta dorsal i el de l'anal. Origen de l'aleta dorsal situat abans del de l'anal. Aleta dorsal punxeguda, clarament còncava i d'altura inferior a la seua llargada. Base de l'aleta anal més llarga que la dorsal. Altura i base de la dorsal amb la mateixa longitud. Altura de l'anal inferior a la seua longitud. Aletes pectorals igual a dues vegades la llargada de les pelvianes i arribant una mica més enllà de la base d'aquestes darreres. Boca terminal i amb les dents bicúspides (5 al maxil·lar superior i 6 a l'inferior). Protuberància del mentó arrodonida i sense arribar a la vora de l'ull. Musell arrodonit i lleument rom. Nariu anterior a mig camí entre l'extrem anterior del musell i de l'ull (o una mica més proper a l'ull). Distància preanal més curta, en general, que la predorsal. Si la franja transversal fosca que té entre les aletes dorsal i anal és visible, estarà coberta només per dues escates a la zona de la línia lateral. Cap, franja transversal i taca de la base de l'aleta caudal foscos en comparança amb la resta del cos. De vegades, presenta una segona banda transversal fosca entre els extrems posteriors de les aletes anal i dorsal. Presència d'un òrgan elèctric.

## Hàbitat i distribució geogràfica
És un peix d'aigua dolça, demersal i de clima tropical, el qual viu a Àfrica: els rius, rierols, ràpids i aigües estancades (fondes i somes) de la conca inferior i mitjana del Congo (incloent-hi el llac Pool Malebo) i dels rius Kouilou-Niari, Sanaga, Tshuapa i Ogooué al Camerun, el Gabon, la República del Congo, la República Democràtica del Congo i Angola.

## Observacions
És inofensiu per als humans i el seu índex de vulnerabilitat és baix (24 de 100).